# Wights Mountain
Wights Mountain är en del av en befolkad plats i Australien. Den ligger i regionen Moreton Bay och delstaten Queensland, omkring 19 kilometer nordväst om delstatshuvudstaden Brisbane. Antalet invånare är 725.
Runt Wights Mountain är det tätbefolkat, med 493 invånare per kvadratkilometer.. Närmaste större samhälle är Brisbane, omkring 19 kilometer sydost om Wights Mountain.
Runt Wights Mountain är det i huvudsak tätbebyggt. Genomsnittlig årsnederbörd är 1 222 millimeter. Den regnigaste månaden är januari, med i genomsnitt 252 mm nederbörd, och den torraste är september, med 30 mm nederbörd.